# Valvola di ritegno

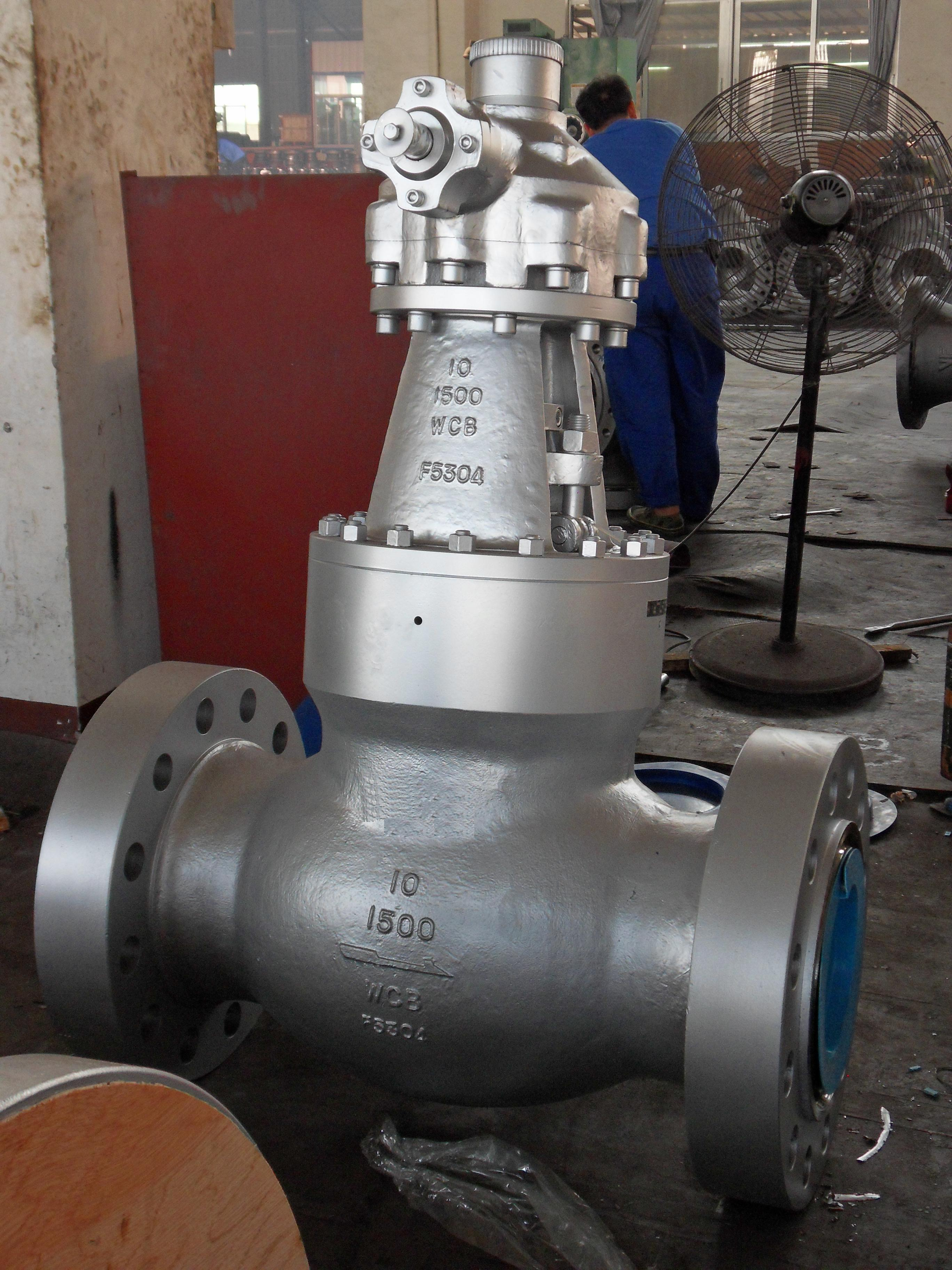
Valvola di ritegno

La valvola di ritegno, antiriflusso o di non ritorno (in inglese check valve) è una valvola che posta in linea a una tubazione o all'interfaccia tra due fluidi divisi da una superficie di contenimento, permette il flusso in un solo verso.

## Classificazione
Le più comuni valvole di ritegno sono:
- a battente (o a clapet), sono un esempio quelle usate sulle camere d'aria o sui cerchioni dei mezzi di trasporto, quali le valvole Schrader, Dunlop e Presta;
- ad ugello Venturi;
- a farfalla di sicurezza con chiusura a contrappeso: viene utilizzata per l'intercettazione delle condotte su impianti di pompaggio (nel caso di mancanza di tensione sui gruppi pompe per evitare il ritorno del flusso sulla girante) o condotte forzate;
- a membrana (o a diaframma).

Tipologie di valvole di ritegno
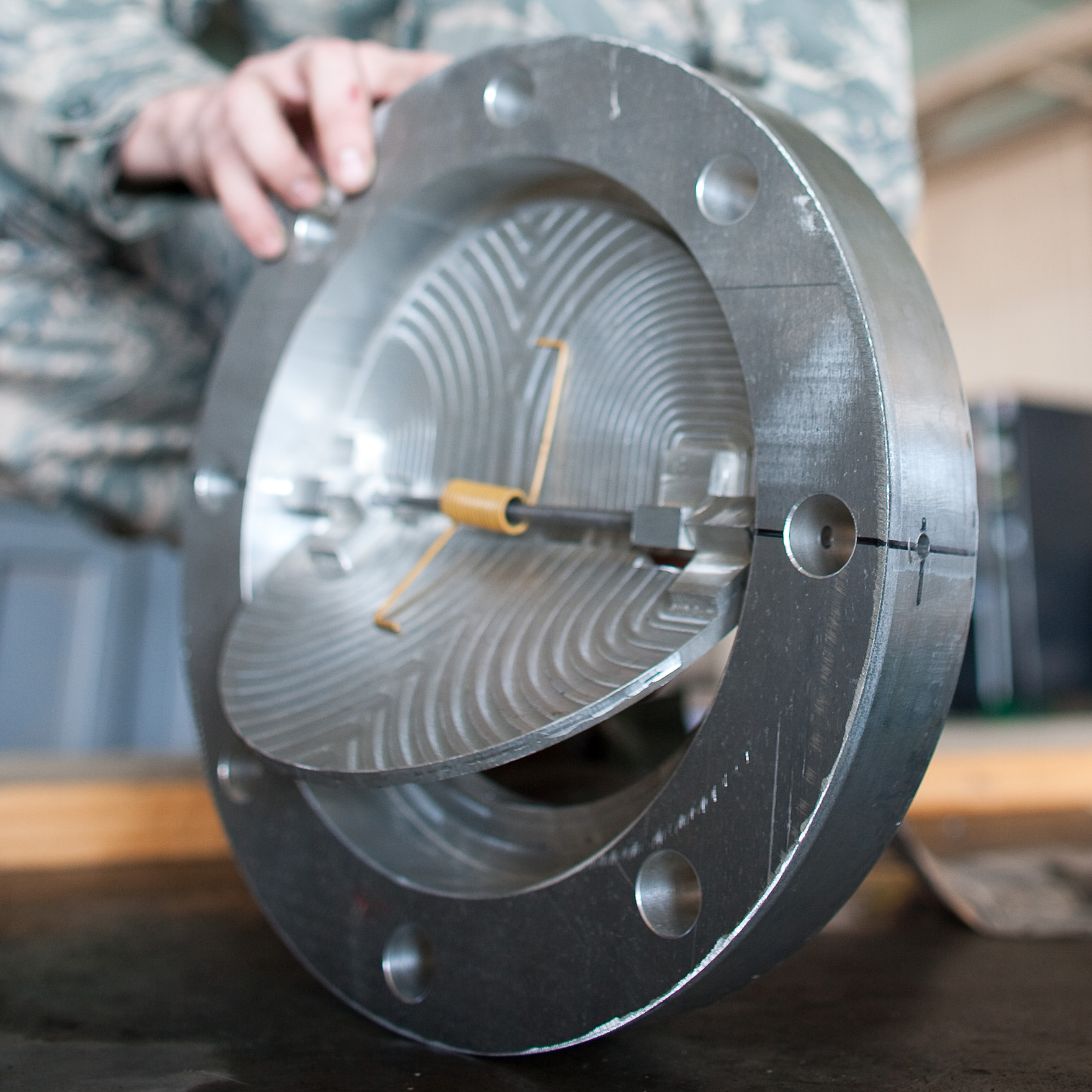
a farfalla
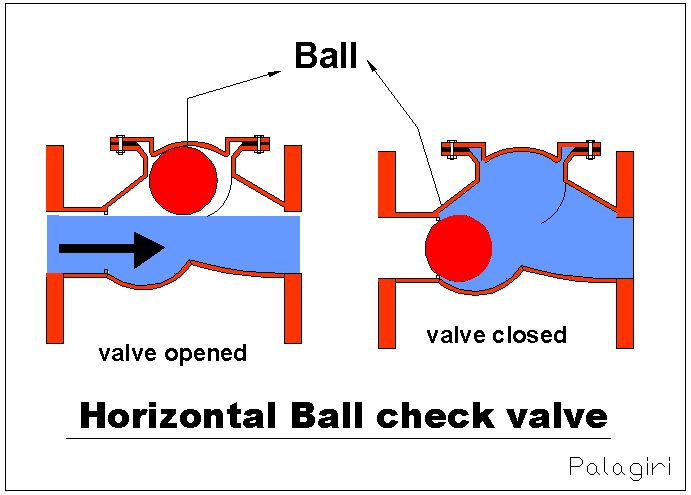
a sfera
a clapet
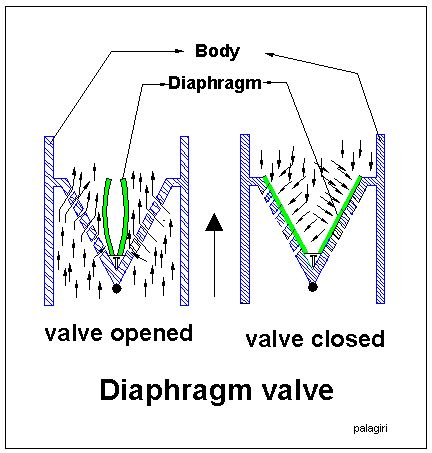
a membrana

## Funzionamento
Questa valvola è formata da un disco, una sfera o un altro elemento vincolato da una guida che viene spinto da una molla contro la base della valvola. Questa condizione si verifica quando non c'è una sufficiente pressione per aprire la valvola o vi è una pressione negativa e la valvola rimane chiusa; mentre con una pressione positiva sufficiente, la valvola si apre e il fluido è libero di passare ai lati del disco e oltrepassarlo.

## Applicazioni
Nell'idraulica vengono montate sulle tubazioni di mandata delle pompe di circolazione per permettere che il flusso avvenga in una sola direzione e impedire dunque il reflusso. Sono inoltre necessarie per impedire lo svuotamento dell'impianto in caso di arresto della pompa.

## Svantaggi
Questa valvola può andare incontro a varie condizioni di malfunzionamento:
- trafilamento, in caso di disco o base consumata oppure per via di sporco che s'interpone tra il disco e la base, lasciando una luce di passaggio;
- bloccaggio, in caso di cattivo scorrimento del disco sulla guida, generalmente da imputare all'ossidazione del componente.

## Normativa
- UNI EN 1074-1: Valvole per la fornitura di acqua - Requisiti di attitudine all'impiego e prove idonee di verifica - Requisiti generali
- UNI EN 1074-3: Valvole per la fornitura di acqua - Requisiti di attitudine all'impiego e prove di verifica idonee - Valvole di ritegno